# Senatori del Wisconsin
Il Wisconsin è entrato a far parte degli Stati Uniti d'America il 29 maggio 1848. Come tutti gli stati elegge due senatori al Senato degli Stati Uniti e quelli del Wisconsin appartengono alle classi 1 e 3. Gli attuali senatori sono il repubblicano Ron Johnson e la democratica Tammy Baldwin.
Prima dell'entrata in vigore del XVII emendamento della Costituzione, nel 1913, i senatori erano eletti dal Parlamento del Wisconsin; da allora sono eletti dalla popolazione come in tutti gli stati.

## Elenco

### Classe 1
| N.      | Foto    | Rappresentante            | Partito | Partito                       | Carica            | Carica            | Congresso                                                                      | Mandati                             | Elezioni |
| N.      | Foto    | Rappresentante            | Partito | Partito                       | Inizio            | Termine           | Congresso                                                                      | Mandati                             | Elezioni |
| ------- | ------- | ------------------------- | ------- | ----------------------------- | ----------------- | ----------------- | ------------------------------------------------------------------------------ | ----------------------------------- | --- |
| Vacante | Vacante | Vacante                   | Vacante | Vacante                       | 29 maggio 1848    | 8 giugno 1848     | 30                                                                             | Elezione avvenuta dopo l'ammissione | Elezione avvenuta dopo l'ammissione                                                                            |
| 1       |         | Henry Dodge               |         | Democratico                   | 8 giugno 1848     | 3 marzo 1857      | 30 · 31 · 32 · 33 · 34                                                         | 1 1⁄2                               | 1848 · 1851 Non ricandidatosi                                                                                  |
| 2       |         | James R. Doolittle        |         | Repubblicano                  | 4 marzo 1857      | 3 marzo 1869      | 35 · 36 · 37 · 38 · 39 · 40                                                    | 2                                   | 1857 · 1863 Non ricandidatosi                                                                                  |
| 3       |         | Matthew H. Carpenter      |         | Repubblicano                  | 4 marzo 1869      | 3 marzo 1875      | 41 · 42 · 43                                                                   | 1                                   | 1869 Perse la rielezione                                                                                       |
| 4       |         | Angus Cameron             |         | Repubblicano                  | 4 marzo 1875      | 3 marzo 1881      | 44 · 45 · 46                                                                   | 1                                   | 1875 Non ricandidatosi                                                                                         |
| 5       |         | Philetus Sawyer           |         | Repubblicano                  | 4 marzo 1881      | 3 marzo 1893      | 47 · 48 · 49 · 50 · 51 · 52                                                    | 2                                   | 1881 · 1887 Non ricandidatosi                                                                                  |
| 6       |         | John L. Mitchell          |         | Democratico                   | 4 marzo 1893      | 3 marzo 1899      | 53 · 54 · 55                                                                   | 1                                   | 1893 Non ricandidatosi                                                                                         |
| 7       |         | Joseph V. Quarles         |         | Repubblicano                  | 4 marzo 1899      | 3 marzo 1905      | 56 · 57 · 58                                                                   | 1                                   | 1899 Non ricandidatosi                                                                                         |
| 8       |         | Robert M. La Follette     |         | Repubblicano                  | 4 gennaio 1906    | 18 giugno 1925    | 59 · 60 · 61 · 62 · 63 · 64 · 65 · 66 · 67 · 68 · 69                           | 3 1⁄2                               | 1905 · 1911 · 1916 · 1922 Deceduto                                                                             |
| Vacante | Vacante | Vacante                   | Vacante | Vacante                       | 18 giugno 1925    | 30 settembre 1925 | 69                                                                             |                                     | |
| 9       |         | Robert M. La Follette Jr. |         | Repubblicano poi Progressista | 30 settembre 1925 | 3 gennaio 1947    | 69 · 70 · 71 · 72 · 73 · 74 · 75 · 76 · 77 · 78 · 79                           | 3 1⁄2                               | Eletto per terminare il mandato del padre · 1928 · 1934 · 1940 Non ottenne la ricandidatura con i repubblicani |
| 10      |         | Joseph McCarthy           |         | Repubblicano                  | 3 gennaio 1947    | 2 maggio 1957     | 80 · 81 · 82 · 83 · 84 · 85                                                    | 1 1⁄2                               | 1946 · 1952 Deceduto                                                                                           |
| Vacante | Vacante | Vacante                   | Vacante | Vacante                       | 2 maggio 1957     | 27 agosto 1957    | 85                                                                             |                                     | |
| 11      |         | William Proxmire          |         | Democratico                   | 27 agosto 1957    | 3 gennaio 1989    | 85 · 86 · 87 · 88 · 89 · 90 · 91 · 92 · 93 · 94 · 95 · 96 · 97 · 98 · 99 · 100 | 5 1⁄2                               | Eletto per terminare il mandato di McCarthy · 1958 · 1964 · 1970 · 1976 · 1982 Non ricandidatosi               |
| 12      |         | Herb Kohl                 |         | Democratico                   | 3 gennaio 1989    | 3 gennaio 2013    | 101 · 102 · 103 · 104 · 105 · 106 · 107 · 108 · 109 · 110 · 111 · 112          | 4                                   | 1988 · 1994 · 2000 · 2006 Non ricandidatosi                                                                    |
| 13      |         | Tammy Baldwin             |         | Democratico                   | 3 gennaio 2013    | in carica         | 113 · 114 · 115 · 116 · 117 · 118 · 119 · 120 · 121                            | 3                                   | 2012 · 2018 · 2024                                                                                             |

### Classe 3
| N.      | Foto    | Rappresentante       | Partito | Partito      | Carica           | Carica           | Congresso                                                 | Mandati                             | Elezioni                                                                       |
| N.      | Foto    | Rappresentante       | Partito | Partito      | Inizio           | Termine          | Congresso                                                 | Mandati                             | Elezioni                                                                       |
| ------- | ------- | -------------------- | ------- | ------------ | ---------------- | ---------------- | --------------------------------------------------------- | ----------------------------------- | ------------------------------------------------------------------------------ |
| Vacante | Vacante | Vacante              | Vacante | Vacante      | 29 maggio 1848   | 8 giugno 1848    | 30                                                        | Elezione avvenuta dopo l'ammissione | Elezione avvenuta dopo l'ammissione                                            |
| 1       |         | Isaac P. Walker      |         | Democratico  | 8 giugno 1848    | 3 marzo 1855     | 30 · 31 · 32 · 33                                         | 1 1⁄2                               | 1849 · 1849 Non ricandidatosi                                                  |
| 2       |         | Charles Durkee       |         | Repubblicano | 4 marzo 1855     | 3 marzo 1861     | 34 · 35 · 36                                              | 1                                   | 1855 Non ricandidatosi                                                         |
| 3       |         | Timothy O. Howe      |         | Repubblicano | 4 marzo 1861     | 3 marzo 1879     | 37 · 38 · 39 · 40 · 41 · 42 · 43 · 44 · 45                | 3                                   | 1861 · 1867 · 1872 Perse la rielezione                                         |
| 4       |         | Matthew H. Carpenter |         | Repubblicano | 4 marzo 1879     | 24 febbraio 1881 | 46                                                        | 1⁄2                                 | 1879 Deceduto                                                                  |
| Vacante | Vacante | Vacante              | Vacante | Vacante      | 24 febbraio 1881 | 14 marzo 1881    | 47                                                        |                                     |                                                                                |
| 5       |         | Angus Cameron        |         | Repubblicano | 14 marzo 1881    | 3 marzo 1885     | 47 · 48                                                   | 1⁄2                                 | Eletto per terminare il mandato di Carpenter Non ricandidatosi                 |
| 6       |         | John Coit Spooner    |         | Repubblicano | 4 marzo 1885     | 3 marzo 1891     | 49 · 50 · 51                                              | 1                                   | 1885 Perse la rielezione                                                       |
| 7       |         | William F. Vilas     |         | Democratico  | 4 marzo 1891     | 3 marzo 1897     | 52 · 53 · 54                                              | 1                                   | 1891 Non ottenne la ricandidatura                                              |
| 8       |         | John Coit Spooner    |         | Repubblicano | 4 marzo 1897     | 30 aprile 1907   | 55 · 56 · 57 · 58 · 59 · 60                               | 2 1⁄2                               | 1897 · 1903 Dimessosi                                                          |
| Vacante | Vacante | Vacante              | Vacante | Vacante      | 30 aprile 1907   | 17 maggio 1907   | 60                                                        |                                     |                                                                                |
| 9       |         | Isaac Stephenson     |         | Repubblicano | 17 maggio 1907   | 3 marzo 1915     | 60 · 61 · 62 · 63                                         | 1 1⁄2                               | Eletto per terminare il mandato di Spooner · 1909 Non ricandidatosi            |
| 10      |         | Paul O. Husting      |         | Democratico  | 4 marzo 1915     | 21 ottobre 1917  | 64 · 65                                                   | 1⁄2                                 | 1914 Deceduto                                                                  |
| Vacante | Vacante | Vacante              | Vacante | Vacante      | 21 ottobre 1917  | 18 aprile 1918   | 65                                                        |                                     |                                                                                |
| 11      |         | Irvine Lenroot       |         | Repubblicano | 18 aprile 1918   | 3 marzo 1927     | 65 · 66 · 67 · 68 · 69                                    | 1 1⁄2                               | Eletto per terminare il mandato di Husting · 1920 Non ottenne la ricandidatura |
| 12      |         | John J. Blaine       |         | Repubblicano | 4 marzo 1927     | 3 marzo 1933     | 70 · 71 · 72                                              | 1                                   | 1926 Non ottenne la ricandidatura                                              |
| 13      |         | F. Ryan Duffy        |         | Democratico  | 4 marzo 1933     | 3 gennaio 1939   | 73 · 74 · 75                                              | 1                                   | 1932 Perse la rielezione                                                       |
| 14      |         | Alexander Wiley      |         | Repubblicano | 3 gennaio 1939   | 3 gennaio 1963   | 76 · 77 · 78 · 79 · 80 · 81 · 82 · 83 · 84 · 85 · 86 · 87 | 4                                   | 1938 · 1944 · 1950 · 1956 Perse la rielezione                                  |
| 15      |         | Gaylord A. Nelson    |         | Democratico  | 3 gennaio 1963   | 3 gennaio 1981   | 88 · 89 · 90 · 91 · 92 · 93 · 94 · 95 · 96                | 3                                   | 1962 · 1968 · 1974 Perse la rielezione                                         |
| 16      |         | Robert W. Kasten Jr. |         | Repubblicano | 3 gennaio 1981   | 3 gennaio 1993   | 97 · 98 · 99 · 100 · 101 · 102                            | 2                                   | 1980 · 1986 Perse la rielezione                                                |
| 17      |         | Russ Feingold        |         | Democratico  | 3 gennaio 1993   | 3 gennaio 2011   | 103 · 104 · 105 · 106 · 107 · 108 · 109 · 110 · 111       | 3                                   | 1992 · 1998 · 2004 Perse la rielezione                                         |
| 18      |         | Ron Johnson          |         | Repubblicano | 3 gennaio 2011   | in carica        | 112 · 113 · 114 · 115 · 116 · 117 · 118 · 119 · 120       | 3                                   | 2010 · 2016 · 2022                                                             |